# Mahmúd z Ghazny
Mahmúd z Ghazny (2. listopadu 971 – 30. dubna 1030) byl největší zástupce tureckých muslimů Ghaznovské dynastie. Od roku 997 až do své smrti vládl Ghaznovské říši. Rozšířil dosavadní hranice své země a začlenil do ní oblasti dnešního Afghánistánu, většinu Íránu a Pákistánu. Byl vůbec prvním vládcem, který se honosil titulem sultán, což mělo naznačovat jeho vazalskou nezávislost na chalífovi. Jeho přídomek je odvozen od názvu města Ghazna, které bylo po dlouhou dobu hlavním městem říše.